# Спенсер Комптон
Спенсер Комптон, граф Вілмінґтон (англ. Spencer Compton, 1st Earl of Wilmington; 1673 — 2 липня 1743) — британський державний діяч, член партії вігів, член уряду, починаючи з 1715 року й до самої своєї смерті. Номінально у 1742—1743 роках був прем'єр-міністром Великої Британії, при цьому реально керував країною Джон Картерет, 2-й граф Ґранвілл, глава Таємної ради.

## Ранні роки
Походив з роду Комптонів з Ворикширу. По батьківській лінії мав за родичів клан Талобот. По материнській лінії його предком був Джон Спенсер, лорд-мер Лондона. Був третім сином від другого шлюбу Джеймса Комптона, 3-го графа Норгемптона. Освіту здобував у школі святого Павла в Лондоні й у Триніті Коледжі в Оксфорді. Вперше потрапив до палати громад у 1698 році.

## Політична кар'єра
Попри те, що його родина належала до вищого ешелону партії торі, він став членом партії вігів після сварки зі своїм братом. У парламенті він швидко проявив себе, як видатний державний діяч з числа вігів і став соратником Роберта Волпола, дружба з яким тривала понад сорок років. У 1830 році додав титул графа Вілмінґтона, спеціально створений для нього.

### Прем'єр-міністр
У січні 1742 року він замінив Волпола на постах першого лорда казначейства і прем'єр-міністра, хоча фактично урядом керував Джон Картерет, 2-й граф Ґранвілл. Здоров'я Спенсера Комптона до того часу похитнулось і деякі рішення приймались без його відома. Він залишався на посаді до самої своєї смерті й помер неодруженим і не лишивши заповіту — внаслідок цього всі його титули ніхто так і не успадкував.